# Jordin Sparks (album)
Jordin Sparks to debiutancki album amerykańskiej piosenkarki Jordin Sparks. 20 listopada 2007 roku został wydany 
w Stanach Zjednoczonych, zaś w Polsce pojawił się dopiero 1 września 2008 roku.

## Lista utworów
1. "Tattoo"  (M.S.Eriksen,T.E.Hermansen,A.Ghost,I.Dench) — 3:54
2. "One Step at a Time"  (R.Nevil,L.Evans,J.Jeberg,M.Hansen) — 3:26
3. "No Air"  (duet with Chris Brown) (H.Mason Jr.,D.Thomas,J.Fauntleroy Ⅱ, E.Griggs) — 4:24
4. "Freeze"  (M.S.Eriksen,T.E.Hermansen,A.Ghost,I.Dench,J. Sparks) — 4:13
5. "Shy Boy"  (C.Karlsson,P.Winnberg,H.Jonback,K.Ahlund) — 3:22
6. "Now You Tell Me"  (F.Storm,E.Lind,A.Bjorklund) — 3:07
7. "Next To You"  (featuring Sonny Sandoval of P.O.D.) (L.Robbins,E.Kiriakou,J.Cates) — 3:17
8. "Just for the Record"  (J.Austin,M.S.Eriksen,T.E.Hermansen,E.Lind,A.Bjorklund) — 3:56
9. "Permanent Monday"  (E.Kiriakou,L.Robbins,W.Afanasief) — 4:12
10. "Young and in Love"  (C.Karlsson,P.Winnberg,H.Jonback,C.Dennis) — 3:24
11. "See My Side"  (C.Karlsson,P.Winnberg,K.Ahlund,R.Carlsson) — 3:44
12. "God Loves Ugly"  (C. Black) — 4:15

Dodatkowe utwory
1. "This is My Now" (S. Krippayne, J. Peabody) — 3:51
2. "Virginia is for Lovers"  (M.S.Eriksen,T.E.Hermansen,A.Ghost,I.Dench,J. Sparks) — 3:25 (Digital Bonus Track)
3. "Save Me" — 3:40 (K. Livingston, J. Sparks) (Digital/Christan Store bonus track)
4. "Worth the Wait" (J.Cates, E.Kiriakou, L.Robbins, J.Sparks) — 3:37 (Digital/Wal-Mart bonus track)
5. "Overcome" — 3:42 (Leaked track)